# Giorgia Marchetti
Giorgia Marchetti (* 21. Januar 1995) ist eine italienische Tennisspielerin.

## Karriere
Marchetti begann mit fünf Jahren das Tennisspielen und bevorzugt Sandplätze. Sie spielt hauptsächlich auf dem ITF Women’s Circuit, wo sie einen Einzel- und 21 Doppeltitel gewinnen konnte.
Ihr bislang letztes internationale Turnier spielte Marchetti im Oktober 2019. Sie wird daher nicht mehr in der Weltrangliste geführt.

## Turniersiege

### Einzel
| Nr. | Datum        | Turnier | Kategorie   | Belag | Finalgegnerin | Ergebnis      |
| --- | ------------ | ------- | ----------- | ----- | ------------- | ------------- |
| 1.  | 9. Juni 2018 | Madrid  | ITF $15.000 | Sand  | Julie Gervais | 6:1, 2:6, 6:1 |

### Doppel
| Nr. | Datum              | Turnier                  | Kategorie   | Belag        | Partnerin              | Finalgegnerinnen                     | Ergebnis           |
| --- | ------------------ | ------------------------ | ----------- | ------------ | ---------------------- | ------------------------------------ | ------------------ |
| 1.  | 14. September 2013 | Santa Margherita di Pula | ITF $10.000 | Sand         | Jasmine Paolini        | Alexandra Nancarrow Laura Schaeder   | 7:63; 7:63         |
| 2.  | 26. Februar 2016   | Palmanova                | ITF $10.000 | Sand         | Martina Di Giuseppe    | Yuliana Lizarazo Miriana Tona        | 6:2, 6:4           |
| 3.  | 11. März 2016      | Amiens                   | ITF $10.000 | Sand (Halle) | Gioia Barbieri         | Alice Bacquié Kimberley Zimmermann   | 6:3, 6:4           |
| 4.  | 8. Juli 2016       | Iași                     | ITF $10.000 | Sand         | Elena-Teodora Cadar    | Kassandra Davesne Irina Fetecău      | 7:67; 6:71, [11:9] |
| 5.  | 12. August 2016    | Aprilia                  | ITF $10.000 | Sand         | Angelica Moratelli     | Deborah Chiesa Emilie Francati       | 6:1, 6:3           |
| 6.  | 26. August 2016    | Caslano                  | ITF $10.000 | Sand         | Giada Clerici          | Naïma Karamoko Sara Ottomano         | 7:5, 6:1           |
| 7.  | 2. September 2016  | Triest                   | ITF $10.000 | Sand         | Maria Masini           | Bojana Marinković Sara Palčič        | 6:0, 6:0           |
| 8.  | 28. Oktober 2016   | Santa Margherita di Pula | ITF $10.000 | Sand         | Ylena In-Albon         | Lisa Ponomar Michele Zmau            | 4:6, 6:2, [10:8]   |
| 9.  | 4. November 2016   | Santa Margherita di Pula | ITF $10.000 | Sand         | Ylena In-Albon         | Anna-Giulia Remondina Dalila Spiteri | 6:1, 6:3           |
| 10. | 4. Februar 2017    | Hammamet                 | ITF $15.000 | Sand         | Angelica Moratelli     | Hsu Chieh-yu Jana Sisikowa           | 6:4, 6:3           |
| 11. | 11. Februar 2017   | Hammamet                 | ITF $15.000 | Sand         | Angelica Moratelli     | Hsu Chieh-yu Victoria Muntean        | 2:6, 6:3, [10:8]   |
| 12. | 8. April 2017      | Hammamet                 | ITF $15.000 | Sand         | Alice Balducci         | Fernanda Brito Gaia Sanesi           | 2:6, 6:3, [10:2]   |
| 13. | 28. Juli 2017      | Dublin                   | ITF $15.000 | Teppich      | Rosalie van der Hoek   | Emily Appleton Quinn Gleason         | 7:5, 6:4           |
| 14. | 26. August 2017    | Sezze                    | ITF $15.000 | Sand         | Federica Di Sarra      | Marija Marfutina Dalila Spiteri      | 3:6, 6:3, [11:9]   |
| 15. | 17. Dezember 2017  | Hammamet                 | ITF $15.000 | Sand         | Claudia Giovine        | Victoria Muntean Isabella Schinikowa | 6:3, 6:1           |
| 16. | 1. Juni 2018       | Grado                    | ITF $25.000 | Sand         | Alice Matteucci        | Naiktha Bains Rika Fujiwara          | 6:0, 6:4           |
| 17. | 8. Juni 2018       | Madrid                   | ITF $15.000 | Sand         | Estelle Cascino        | Jessica Ho Julija Lysa               | 2:6, 6:4, [10:7]   |
| 18. | 15. Juni 2018      | Óbidos                   | ITF $25.000 | Teppich      | Giulia Gatto-Monticone | Nuria Párrizas Díaz Caroline Werner  | 6:1, 6:1           |
| 19. | 20. Juli 2018      | Imola                    | ITF $25.000 | Teppich      | Federica Di Sarra      | Claudia Giovine Manca Pislak         | 6:3, 6:1           |
| 20. | 1. September 2018  | Bagnatica                | ITF $25.000 | Sand         | Camilla Rosatello      | Deborah Chiesa Jasmine Paolini       | 6:4, 4:6, [10:8]   |
| 21. | 28. September 2019 | Santa Margherita di Pula | ITF $25.000 | Sand         | Estelle Cascino        | Hanna Posnichirenko Chiara Scholl    | 6:4, 6:3           |